# Štítonos

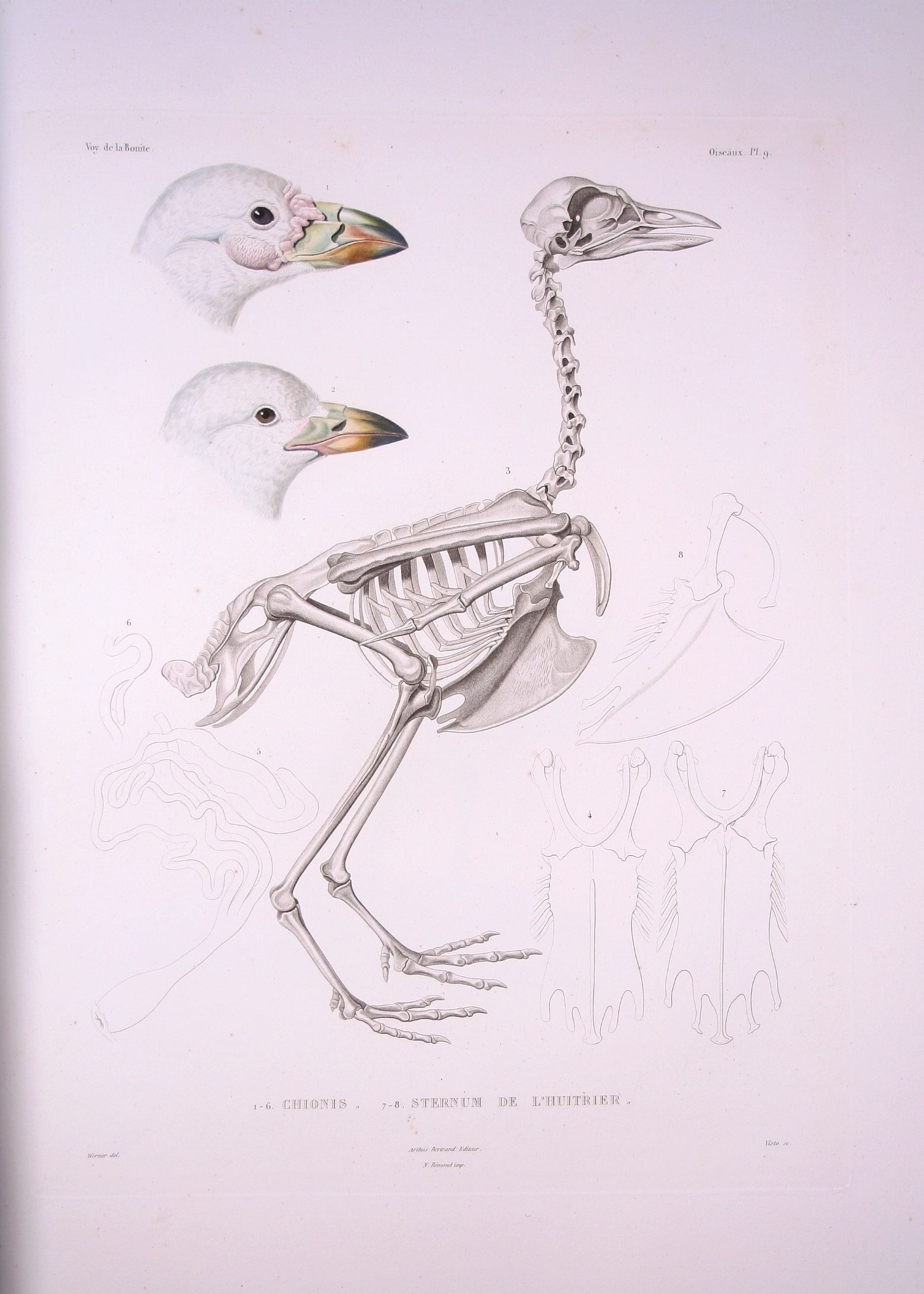
Kostra štítonose

Štítonos (Chionis) je rod dlouhokřídlých ptáků z monotypické čeledě štítonosovití (Chionidae) žijících v Antarktidě a na nepříliš od ní vzdálených ostrovech v Jižním, Atlantském a Indickém oceánu.

## Systematika
Rod Chionis vytyčil již německý přírodovědec Johann Reinhold Forster v roce 1788. Typovým druhem je štítonos světlezobý (Chionis albus). Rodové jméno Chionis pochází ze starořeckého khiōn = „sníh“.
Rozeznávají se dva druhy štítonose:
- Štítonos světlezobý (Chionis albus) J. F. Gmelin, 1789
- Štítonos černozobý (Chionis minor) Hartlaub, 1841

Na prvý pohled se od sebe odlišují jen barvou zobáků a lysých míst v jeho okolí, štítonos černozobý je také drobet menší.

## Výskyt
Nejjižněji hnízdí štítonosi světlezobí v oblasti Antarktického poloostrova a přilehlých ostrovech (hlavně Jižní Shetlandy, Jižní Orkneje, Jižní Georgie a Jižní Sandwichovy ostrovy). Výrazně menší část jich tam po vyvedení mláďat zůstává, ale většina migruje severněji, na Falklandské ostrovy, Ohňovou zemí či dokonce na ostrovy u jižní Afriky, kde se do příští sezony snáze uživí. Naopak štítonosi černozobí z ostrovů prince Edwarda, Crozetových, Kerguelenových a Heardova a McDonaldových ostrovů, kde jsou pro přežití tamního zimního období snazší podmínky, neodlétají.
Místa rozmnožování štítonosů jsou vázána na hnízdící kolonie ostatních mořských ptáků nebo místa vyvádění mláďat ploutvonožci, které jim poskytují možnosti dostatku vydatné potravy.

## Popis
Bílí ptáci o délce těla asi 40 cm, váží přes 0,5 kg a v rozpětí křídel mají až 80 cm. Poznávacím znamením rodu jsou rohovité štítky překrývající nosní otvory na horní části silného, kuželovitého zobáku a lysá bradavičnatá místa v okolí. Mají robustní postavu se silnýma nohama a celou stavbou těla jsou předurčení spíše k běhání než k létání. Přitom je zjištěno, že při migraci po vyhnízdění přeletí až 750 km bez přestávky. Mají jen částečně vyvinuty plovací blány a na vodní hladinu usedají jen zřídka, častěji je lze spatřit na ledové kře. Do vody vstupují jen při koupeli.
Jednotlivé páry mají navzájem vymezená místa pro sběr potravy a hnízdní teritoria, svůj nárok na území si ale musí získat a obhájit. Vzájemná potyčka probíhá jen rituálně, ptáci se proti sobě snaží co nejvíce napřímit a kývají přitom hlavou nahoru a dolů. Jen málokdy se ozývají nelibými skřeky. Při ohrožení hnízda nebo svých mláďat napadají útočníka zobáním (lidí klovou do nohou).

## Stravování
Svou potravu si nehledají ve vodě, ale na pevnině; jsou to všežravci. Mimo "sezonu" přebírají funkci mrchožroutů, požírají uhynulé živočichy z pevniny i mořem vyplavené a při odlivu oceánu ozobávají mořské řasy z přílivové zóny. Přicházejí pravidelně do míst kde se vyhazují odpadky z polárních stanic. Při hledání potravy pobíhají usilovně po terénu a prohledávají i ty nejmenší škvíry, jen málokdy popolétavají. Žerou všechno co je jen trochu poživatelné, i výkaly ptáků nebo savců.
Dostatek potravy mají jen v období hnízdění kolonie, kdy se zcela volně procházejí mezi hnízdícími ptáky nebo mezi ploutvonožci. Tehdy se projevuje jejich nevídaná smělost a netečnost olupovaných. Tučňákům kradou společně s chaluhami a racky vejce a jsou schopni ulovit a sežrat čerstvě vylíhlá osamělá ptáčata. Při krmení mláďat doráží beztrestně na krmícího tučňáka a snaží se mu nějaké to sousto ukrást, případně vyskočí na hřbet krmeného a snaží se mu sebrat něco přímo ze zobáku. Obdobně to probíhá i v jiných koloniích, např. u buřňáků.
Obdobím hojnosti je i doba, kdy se začínají rodit malí ploutvonožci. Samice připlouvají k ostrovům těsně před ukončením březosti a štítonosi ihned po vrhu drze zobou do pupeční šňůry mláděte i matky a případně pijí vytékající krev. A to do doby, až matka vypudí placentu na kterou štítonosi čekají.

## Rozmnožování
Začátek hnízdění spadá do listopadu a prosince. Svá nenápadná hnízda si páry stavějí z nejrůznějšího materiálu ve skalních štěrbinách kde je chráněno proti predátorům i nepřízni počasí. Je vždy skryté a umístěno odděleně od ostatních.
Do hnízda snášejí 2 až 3 vejce o rozměrech asi 5,5 x 4 cm. V sezení na vejcích se oba ptáci střídají, inkubace trvá 28 až 32 dnů. Ptáčata mají nejprve skvrnitý prachový šat tmavě hnědé barvy. Za 12 dnů se počínají objevovat prvá bílá pírka a ve věku asi 8 týdnů se přepeřují do šatu dospělců a jsou již schopná vzlétnout. Oba rodiče, kteří se dosud střídali v krmení, je počínají učit vyhledat si potravu. Z hnízda je většinou úspěšně odchován jediný potomek. Odrostlá mláďata se zdržují v blízkosti rodičů někdy i 6 měsíců a škemrají o potravu. Uhájit si teritorium a založit vlastní hnízdo jsou schopná ve věku 3 až 5 let.